# A Nagy Duett (negyedik évad)
A Nagy Duett című zenés show-műsor negyedik évadja 2016. április 10-én kezdődött a TV2-n. A műsorvezetők Liptai Claudia és Majka voltak, a zsűriben csak Kasza Tibor maradt az előző évadból, Szulák Andrea és a harmadik széria győztese, Cooky foglalt helyet.
Az évad kilenc részes volt, vasárnaponként sugározta a TV2. A döntőre 2016. június 5-én került sor, ahol a negyedik széria győztesei Péter Szabó Szilvia és Pachmann Péter lettek, így ők nyerték el „Az év duettpárja” címet 2016-ban.
Ez volt az első évad, ahol a nézők használhatták a TV2 Live mobilalkalmazást a szavazásra, piros (nem tetszik) és zöld (tetszik) ikonokkal. Korábban a Sztárban sztár is használta ezt a szavazórendszert.

## Összesített eredmény
| – A páros továbbjutott                           |
| – A két legkevesebb szavazattal rendelkező páros |
| – A páros kiesett                                |

| #   | Párok               | Párok            | 1. adás (április 10.) | 2. adás (április 17.) | 3. adás (április 24.) | 4. adás (május 1.)    | 5. adás (május 8.)    | 6. adás (május 15.)   | 7. adás (május 22.)   | 8. adás (május 29.)   | 9. adás (június 5.)   | Eredmény                       |
| #   | Profik              | Amatőrök         | 1. adás (április 10.) | 2. adás (április 17.) | 3. adás (április 24.) | 4. adás (május 1.)    | 5. adás (május 8.)    | 6. adás (május 15.)   | 7. adás (május 22.)   | 8. adás (május 29.)   | 9. adás (június 5.)   | Eredmény                       |
| --- | ------------------- | ---------------- | --------------------- | --------------------- | --------------------- | --------------------- | --------------------- | --------------------- | --------------------- | --------------------- | --------------------- | ------------------------------ |
| 1.  | Péter Szabó Szilvia | Pachmann Péter   | 25 pont               | 30 pont               | 30 pont               | 30 pont               | 30 pont               | 58 pont               | 60 pont               | 60 pont               | -                     | Megnyerték a Nagy Duettet      |
| 2.  | Hevesi Tamás        | Kulcsár Edina    | 30 pont               | 28 pont               | 30 pont               | 29 pont               | 30 pont               | 55 pont               | 57 pont               | 60 pont               | -                     | 2. helyezettek a Nagy duettben |
| 2.  | Peter Šrámek        | Keleti Andrea    | 22 pont               | 27 pont               | 29 pont               | 30 pont               | 30 pont               | 58 pont               | 58 pont               | 60 pont               | -                     | 2. helyezettek a Nagy duettben |
| 4.  | Dér Heni            | Kucsera Gábor    | 28 pont               | 24 pont               | 28 pont               | 26 pont               | 27 pont               | 55 pont               | 55 pont               | 60 pont               | -                     | 4. helyezettek a Nagy duettben |
| 5.  | Keresztes Ildikó    | Schóbert Norbert | 27 pont               | 30 pont               | 30 pont               | 25 pont               | 26 pont               | 57 pont               | 59 pont               | 59 pont               | Kiestek a 8. adásban  | Kiestek a 8. adásban           |
| 6.  | Fésűs Nelly         | Berki Krisztián  | 30 pont               | 23 pont               | 25 pont               | 26 pont               | 26 pont               | 58 pont               | 52 pont               | Kiestek a 7. adásban  | Kiestek a 7. adásban  | Kiestek a 7. adásban           |
| 7.  | Pintér Tibor        | Rubint Réka      | 26 pont               | 30 pont               | 27 pont               | 30 pont               | 30 pont               | 56 pont               | Kiestek a 6. adásban  | Kiestek a 6. adásban  | Kiestek a 6. adásban  | Kiestek a 6. adásban           |
| 8.  | Pál Dénes           | Demcsák Zsuzsa   | 26 pont               | 27 pont               | 30 pont               | 29 pont               | 28 pont               | Kiestek az 5. adásban | Kiestek az 5. adásban | Kiestek az 5. adásban | Kiestek az 5. adásban | Kiestek az 5. adásban          |
| 9.  | Lola                | Markó Róbert     | 28 pont               | 28 pont               | 29 pont               | 26 pont               | Kiestek a 4. adásban  | Kiestek a 4. adásban  | Kiestek a 4. adásban  | Kiestek a 4. adásban  | Kiestek a 4. adásban  | Kiestek a 4. adásban           |
| 10. | Nika                | Növényi Norbert  | 27 pont               | 29 pont               | 25 pont               | Kiestek a 3. adásban  | Kiestek a 3. adásban  | Kiestek a 3. adásban  | Kiestek a 3. adásban  | Kiestek a 3. adásban  | Kiestek a 3. adásban  | Kiestek a 3. adásban           |
| 11. | Heincz Gábor „Biga” | Debreczeni Zita  | 22 pont               | 29 pont               | Kiestek a 2. adásban  | Kiestek a 2. adásban  | Kiestek a 2. adásban  | Kiestek a 2. adásban  | Kiestek a 2. adásban  | Kiestek a 2. adásban  | Kiestek a 2. adásban  | Kiestek a 2. adásban           |
| 12. | Varga Viktor        | Cinthya Dictator | 24 pont               | Kiestek az 1. adásban | Kiestek az 1. adásban | Kiestek az 1. adásban | Kiestek az 1. adásban | Kiestek az 1. adásban | Kiestek az 1. adásban | Kiestek az 1. adásban | Kiestek az 1. adásban | Kiestek az 1. adásban          |

A döntőben a zsűri már nem adott pontokat. A döntőben a végső eredményhirdetésnél csak a győztes párt hirdették ki, akik Péter Szabó Szilvia és Pachmann Péter lettek. Az, hogy a másik két páros, Keleti Andrea és Peter Srámek, valamint Kulcsár Edina és Hevesi Tamás közül melyik lett a 2. és melyik lett a 3. nem derült ki.

## Adások

### 1. adás (április 10.)
| #  | Előadók             | Előadók          | Dal                               | Eredeti előadó     | Pontozás    | Pontozás      | Pontozás | Pontozás | Eredmény       |
| #  | Profi               | Amatőr           | Dal                               | Eredeti előadó     | Kasza Tibor | Szulák Andrea | Cooky    | Összesen | Eredmény       |
| -- | ------------------- | ---------------- | --------------------------------- | ------------------ | ----------- | ------------- | -------- | -------- | -------------- |
| 1  | Varga Viktor        | Cinthya Dictator | Tarzan                            | UFO                | 7           | 8             | 9        | 24       | Kiestek        |
| 2  | Nika                | Növényi Norbert  | Kellene ma éjjel egy kis hacacáré | Maya               | 8           | 9             | 10       | 27       | Továbbjutottak |
| 3  | Keresztes Ildikó    | Schóbert Norbert | Be My Lover                       | La Bouche          | 10          | 8             | 9        | 27       | Továbbjutottak |
| 4  | Lola                | Markó Róbert     | Bye Bye Bye                       | ’N Sync            | 9           | 10            | 9        | 28       | Továbbjutottak |
| 5  | Pál Dénes           | Demcsák Zsuzsa   | Szívemben bomba van               | Budapest Bár       | 9           | 8             | 9        | 26       | Továbbjutottak |
| 6  | Hevesi Tamás        | Kulcsár Edina    | Királylány                        | Hooligans          | 10          | 10            | 10       | 30       | Továbbjutottak |
| 7  | Heincz Gábor „Biga” | Debreczeni Zita  | Jó reggelt kívánok!               | Republic           | 7           | 7             | 8        | 22       | Továbbjutottak |
| 8  | Peter Šrámek        | Keleti Andrea    | The Lazy Song                     | Bruno Mars         | 7           | 7             | 8        | 22       | Továbbjutottak |
| 9  | Fésűs Nelly         | Berki Krisztián  | Dschinghis Khan                   | Dschinghis Khan    | 10          | 10            | 10       | 30       | Továbbjutottak |
| 10 | Dér Heni            | Kucsera Gábor    | Represent Cuba                    | Orishas            | 9           | 10            | 9        | 28       | Továbbjutottak |
| 11 | Péter Szabó Szilvia | Pachmann Péter   | Honey, Honey                      | ABBA               | 8           | 8             | 8        | 25       | Utolsó előttik |
| 12 | Pintér Tibor        | Rubint Réka      | No roxa áj                        | Kis Grófo és Jolly | 8           | 9             | 9        | 26       | Továbbjutottak |

### 2. adás (április 17.)
| #  | Előadók             | Előadók          | Dal                  | Eredeti előadó                   | Pontozás    | Pontozás      | Pontozás | Pontozás | Eredmény       |
| #  | Profi               | Amatőr           | Dal                  | Eredeti előadó                   | Kasza Tibor | Szulák Andrea | Cooky    | Összesen | Eredmény       |
| -- | ------------------- | ---------------- | -------------------- | -------------------------------- | ----------- | ------------- | -------- | -------- | -------------- |
| 1  | Heincz Gábor „Biga” | Debreczeni Zita  | Uptown Funk          | Mark Ronson ft. Bruno Mars       | 9           | 10            | 10       | 29       | Kiestek        |
| 2  | Peter Šrámek        | Keleti Andrea    | My Baby              | Kállay-Saunders András           | 9           | 9             | 9        | 27       | Továbbjutottak |
| 3  | Nika                | Növényi Norbert  | I Want to Break Free | Queen                            | 10          | 10            | 9        | 29       | Továbbjutottak |
| 4  | Pál Dénes           | Demcsák Zsuzsa   | Holnap hajnalig      | Neoton Família                   | 9           | 9             | 9        | 27       | Továbbjutottak |
| 5  | Hevesi Tamás        | Kulcsár Edina    | Álomhajó             | Carpe Diem                       | 8           | 10            | 10       | 28       | Továbbjutottak |
| 6  | Lola                | Markó Róbert     | Kids                 | Kylie Minogue és Robbie Williams | 10          | 9             | 9        | 28       | Továbbjutottak |
| 7  | Dér Heni            | Kucsera Gábor    | Mennyország tourist  | Tankcsapda                       | 9           | 8             | 7        | 24       | Továbbjutottak |
| 8  | Pintér Tibor        | Rubint Réka      | Time of My Life      | Bill Medley és Jennifer Warnes   | 10          | 10            | 10       | 30       | Továbbjutottak |
| 9  | Fésűs Nelly         | Berki Krisztián  | Álmaimban Amerika    | AD Studio                        | 7           | 8             | 8        | 23       | Utolsó előttik |
| 10 | Keresztes Ildikó    | Schóbert Norbert | 8 óra munka          | Beatrice                         | 10          | 10            | 10       | 30       | Továbbjutottak |
| 11 | Péter Szabó Szilvia | Pachmann Péter   | We Go Together       | Grease                           | 10          | 10            | 10       | 30       | Továbbjutottak |

### 3. adás (április 24.)
| #  | Előadók             | Előadók          | Dal                                        | Eredeti előadó                 | Pontozás    | Pontozás      | Pontozás | Pontozás | Eredmény       |
| #  | Profi               | Amatőr           | Dal                                        | Eredeti előadó                 | Kasza Tibor | Szulák Andrea | Cooky    | Összesen | Eredmény       |
| -- | ------------------- | ---------------- | ------------------------------------------ | ------------------------------ | ----------- | ------------- | -------- | -------- | -------------- |
| 1  | Fésűs Nelly         | Berki Krisztián  | Aranyeső                                   | Bódi Guszti és a Fekete szemek | 8           | 8             | 9        | 25       | Továbbjutottak |
| 2  | Lola                | Markó Róbert     | Multimilliomos jazzdobos                   | Hungária                       | 9           | 10            | 10       | 29       | Továbbjutottak |
| 3  | Peter Šrámek        | Keleti Andrea    | Cocktail                                   | United                         | 10          | 9             | 10       | 29       | Továbbjutottak |
| 4  | Pintér Tibor        | Rubint Réka      | Emlékszem Sopronban                        | Wellhello és a Halott Pénz     | 9           | 9             | 9        | 27       | Utolsó előttik |
| 5  | Nika                | Növényi Norbert  | Bye-bye Szása, rossz voltál velem          | Pa-dö-dő                       | 8           | 8             | 9        | 25       | Kiestek        |
| 6  | Pál Dénes           | Demcsák Zsuzsa   | Jaj, cica                                  | Csárdáskirálynő                | 10          | 10            | 10       | 30       | Továbbjutottak |
| 7  | Dér Heni            | Kucsera Gábor    | We’re going to Ibiza / Boom Boom Boom Boom | Vengaboys                      | 10          | 9             | 9        | 28       | Továbbjutottak |
| 8  | Péter Szabó Szilvia | Pachmann Péter   | A sad adio                                 | Ljubiša Samardžić              | 10          | 10            | 10       | 30       | Továbbjutottak |
| 9  | Hevesi Tamás        | Kulcsár Edina    | Proud Mary                                 | Tina Turner                    | 10          | 10            | 10       | 30       | Továbbjutottak |
| 10 | Keresztes Ildikó    | Schóbert Norbert | Celebration                                | Kool & the Gang                | 10          | 10            | 10       | 30       | Továbbjutottak |

### 4. adás (május 1.)
| # | Előadók             | Előadók          | Dal                 | Eredeti előadó              | Pontozás    | Pontozás      | Pontozás | Pontozás | Eredmény       |
| # | Profi               | Amatőr           | Dal                 | Eredeti előadó              | Kasza Tibor | Szulák Andrea | Cooky    | Összesen | Eredmény       |
| - | ------------------- | ---------------- | ------------------- | --------------------------- | ----------- | ------------- | -------- | -------- | -------------- |
| 1 | Peter Šrámek        | Keleti Andrea    | María               | Ricky Martin                | 10          | 10            | 10       | 30       | Továbbjutottak |
| 2 | Lola                | Markó Róbert     | …Baby One More Time | Britney Spears              | 9           | 9             | 8        | 26       | Kiestek        |
| 3 | Pál Dénes           | Demcsák Zsuzsa   | Bomba               | Bangó Margit                | 9           | 10            | 10       | 29       | Továbbjutottak |
| 4 | Fésűs Nelly         | Berki Krisztián  | Kacsatánc           | Záray Márta és Vámosi János | 9           | 9             | 8        | 26       | Továbbjutottak |
| 5 | Pintér Tibor        | Rubint Réka      | Honfoglalás         | Demjén Ferenc               | 10          | 10            | 10       | 30       | Továbbjutottak |
| 6 | Keresztes Ildikó    | Schóbert Norbert | Bad                 | Michael Jackson             | 8           | 8             | 9        | 25       | Utolsó előttik |
| 7 | Dér Heni            | Kucsera Gábor    | You Sexy Thing      | Hot Chocolate               | 9           | 9             | 8        | 26       | Továbbjutottak |
| 8 | Péter Szabó Szilvia | Pachmann Péter   | Eye of the Tiger    | Survivor                    | 10          | 10            | 10       | 30       | Továbbjutottak |
| 9 | Hevesi Tamás        | Kulcsár Edina    | Miénk ez a cirkusz  | Locomotiv GT                | 9           | 10            | 10       | 29       | Továbbjutottak |

### 5. adás (május 8.)
| # | Előadók             | Előadók          | Dal                                | Eredeti előadó        | Pontozás    | Pontozás      | Pontozás | Pontozás | Eredmény       |
| # | Profi               | Amatőr           | Dal                                | Eredeti előadó        | Kasza Tibor | Szulák Andrea | Cooky    | Összesen | Eredmény       |
| - | ------------------- | ---------------- | ---------------------------------- | --------------------- | ----------- | ------------- | -------- | -------- | -------------- |
| 1 | Dér Heni            | Kucsera Gábor    | Szomorú szamuráj                   | Ámokfutók             | 9           | 9             | 9        | 27       | Továbbjutottak |
| 2 | Peter Šrámek        | Keleti Andrea    | Hands Up (Give Me Your Heart)      | Ottawan               | 10          | 10            | 10       | 30       | Továbbjutottak |
| 3 | Keresztes Ildikó    | Schóbert Norbert | Különben dühbe jövünk              | Különben dühbe jövünk | 8           | 9             | 9        | 26       | Továbbjutottak |
| 4 | Pintér Tibor        | Rubint Réka      | Te vagy a legnagyobb hős a világon | Honeybeast            | 10          | 10            | 10       | 30       | Továbbjutottak |
| 5 | Hevesi Tamás        | Kulcsár Edina    | Thunderstruck                      | AC/DC                 | 10          | 10            | 10       | 30       | Továbbjutottak |
| 6 | Pál Dénes           | Demcsák Zsuzsa   | Pretty Woman                       | Roy Orbison           | 9           | 9             | 10       | 28       | Kiestek        |
| 7 | Péter Szabó Szilvia | Pachmann Péter   | Ain't Got No, I Got Life           | Nina Simone           | 10          | 10            | 10       | 30       | Továbbjutottak |
| 8 | Fésűs Nelly         | Berki Krisztián  | I Will Survive                     | Gloria Gaynor         | 8           | 9             | 9        | 26       | Utolsó előttik |

### 6. adás (május 15.)
| #                | Előadók             | Előadók          | Dal                 | Eredeti előadó     | Pontozás    | Pontozás      | Pontozás | Pontozás | Eredmény       |
| #                | Profi               | Amatőr           | Dal                 | Eredeti előadó     | Kasza Tibor | Szulák Andrea | Cooky    | Összesen | Eredmény       |
| ---------------- | ------------------- | ---------------- | ------------------- | ------------------ | ----------- | ------------- | -------- | -------- | -------------- |
| 1                | Hevesi Tamás        | Kulcsár Edina    | All Summer Long     | Kid Rock           | 8           | 9             | 10       | 27       | Továbbjutottak |
| 2                | Peter Šrámek        | Keleti Andrea    | Én és a kisöcsém    | Én és a kisöcsém   | 10          | 10            | 10       | 30       | Továbbjutottak |
| 3                | Fésűs Nelly         | Berki Krisztián  | Takarítónő          | Animal Cannibals   | 10          | 10            | 10       | 30       | Továbbjutottak |
| 4                | Péter Szabó Szilvia | Pachmann Péter   | Most múlik pontosan | Csík zenekar       | 10          | 10            | 10       | 30       | Továbbjutottak |
| 5                | Pintér Tibor        | Rubint Réka      | L’Italiano          | Toto Cutugno       | 9           | 9             | 10       | 28       | Kiestek        |
| 6                | Dér Heni            | Kucsera Gábor    | Danza Kuduro        | Don Omar & Lucenzo | 10          | 8             | 9        | 27       | Továbbjutottak |
| 7                | Keresztes Ildikó    | Schóbert Norbert | Most élsz           | Máté Péter         | 9           | 10            | 10       | 29       | Utolsó előttik |
| Közös produkciók |                     |                  |                     |                    |             |               |          |          |                |
| 8                | Hevesi Tamás        | Kulcsár Edina    | D.I.S.C.O.          | Ottawan            | 10          | 8             | 10       | 28       |                |
| 8                | Peter Šrámek        | Keleti Andrea    | D.I.S.C.O.          | Ottawan            | 10          | 8             | 10       | 28       |                |
| 8                | Péter Szabó Szilvia | Pachmann Péter   | D.I.S.C.O.          | Ottawan            | 10          | 8             | 10       | 28       |                |
| 9                | Fésűs Nelly         | Berki Krisztián  | Y.M.C.A.            | Village People     | 10          | 8             | 10       | 28       |                |
| 9                | Keresztes Ildikó    | Schóbert Norbert | Y.M.C.A.            | Village People     | 10          | 8             | 10       | 28       |                |
| 9                | Dér Heni            | Kucsera Gábor    | Y.M.C.A.            | Village People     | 10          | 8             | 10       | 28       |                |
| 9                | Pintér Tibor        | Rubint Réka      | Y.M.C.A.            | Village People     | 10          | 8             | 10       | 28       |                |

### 7. adás (május 22.)
| #      | Előadók             | Előadók          | Dal                                   | Eredeti előadó         | Pontozás    | Pontozás      | Pontozás | Pontozás | Eredmény       |
| #      | Profi               | Amatőr           | Dal                                   | Eredeti előadó         | Kasza Tibor | Szulák Andrea | Cooky    | Összesen | Eredmény       |
| ------ | ------------------- | ---------------- | ------------------------------------- | ---------------------- | ----------- | ------------- | -------- | -------- | -------------- |
| 1      | Dér Heni            | Kucsera Gábor    | Riszálom úgy is úgy is                | Madagaszkár            | 9           | 8             | 8        | 25       | Továbbjutottak |
| 2      | Fésűs Nelly         | Berki Krisztián  | Mi vagyunk a rock, mi vagyunk az élet | Edda Művek             | 8           | 8             | 8        | 24       | Kiestek        |
| 3      | Hevesi Tamás        | Kulcsár Edina    | Don't Go Breaking My Heart            | Elton John és Kiki Dee | 9           | 9             | 9        | 27       | Továbbjutottak |
| 4      | Keresztes Ildikó    | Schóbert Norbert | Santa Maria                           | Neoton Família         | 10          | 9             | 10       | 29       | Utolsó előttik |
| 5      | Péter Szabó Szilvia | Pachmann Péter   | Szép város Kolozsvár                  | Marica grófnő          | 10          | 10            | 10       | 30       | Továbbjutottak |
| 6      | Peter Šrámek        | Keleti Andrea    | Dragostea Din Tei (Numa-Numa)         | O-Zone                 | 10          | 10            | 10       | 30       | Továbbjutottak |
| párbaj |                     |                  |                                       |                        |             |               |          |          |                |
| 7      | Hevesi Tamás        | Kulcsár Edina    | Walk This Way                         | Aerosmith              | 10          | 10            | 10       | 30       |                |
| 7      | Dér Heni            | Kucsera Gábor    | Walk This Way                         | Aerosmith              | 10          | 10            | 10       | 30       |                |
| 8      | Fésűs Nelly         | Berki Krisztián  | Mamma Mia                             | ABBA                   | 9           | 9             | 10       | 28       |                |
| 8      | Peter Šrámek        | Keleti Andrea    | Mamma Mia                             | ABBA                   | 9           | 9             | 10       | 28       |                |
| 9      | Péter Szabó Szilvia | Pachmann Péter   | Legyen valami                         | Hooligans              | 10          | 10            | 10       | 30       |                |
| 9      | Keresztes Ildikó    | Schóbert Norbert | Legyen valami                         | Hooligans              | 10          | 10            | 10       | 30       |                |

### 8. adás - Elődöntő (május 29.)
| #  | Előadók             | Előadók          | Dal                              | Eredeti előadó                | Pontozás     | Pontozás     | Pontozás    | Pontozás | Eredmény       |
| #  | Profi               | Amatőr           | Dal                              | Eredeti előadó                | Dobrády Ákos | Balázs Klári | Kasza Tibor | Összesen | Eredmény       |
| -- | ------------------- | ---------------- | -------------------------------- | ----------------------------- | ------------ | ------------ | ----------- | -------- | -------------- |
| 1  | Peter Šrámek        | Keleti Andrea    | Jailhouse Rock                   | Elvis Presley                 | 10           | 10           | 10          | 30       | Továbbjutottak |
| 7  | Peter Šrámek        | Keleti Andrea    | Kung Fu Fighting                 | Carl Douglas                  | 10           | 10           | 10          | 30       | Továbbjutottak |
| 2  | Keresztes Ildikó    | Schóbert Norbert | Pray                             | DJ BoBo                       | 10           | 9            | 10          | 29       | Kiestek        |
| 6  | Keresztes Ildikó    | Schóbert Norbert | Jump                             | Van Halen                     | 10           | 10           | 10          | 30       | Kiestek        |
| 3  | Hevesi Tamás        | Kulcsár Edina    | Maradj velem                     | Balázs Fecó                   | 10           | 10           | 10          | 30       | Utolsó előttik |
| 8  | Hevesi Tamás        | Kulcsár Edina    | Rasputin                         | Boney M.                      | 10           | 10           | 10          | 30       | Utolsó előttik |
| 4  | Péter Szabó Szilvia | Pachmann Péter   | Éjfél                            | Macskák                       | 10           | 10           | 10          | 30       | Továbbjutottak |
| 10 | Péter Szabó Szilvia | Pachmann Péter   | Cancion Del Mariachi             | Antonio Banderas és Los Lobos | 10           | 10           | 10          | 30       | Továbbjutottak |
| 5  | Dér Heni            | Kucsera Gábor    | Single Ladies (Put a Ring on It) | Beyoncé Knowles               | 10           | 10           | 10          | 30       | Továbbjutottak |
| 9  | Dér Heni            | Kucsera Gábor    | Napolaj                          | UFO                           | 10           | 10           | 10          | 30       | Továbbjutottak |

### 9. adás – Döntő (június 5.)
A zsűri már nem adott pontokat.
A nagy duett 4. évadát Pachmann Péter és Péter Szabó Szilvia párosa nyerte.
| #  | Előadók             | Előadók        | Dal                      | Eredeti előadó    | Eredmény       |
| #  | Profi               | Amatőr         | Dal                      | Eredeti előadó    | Eredmény       |
| -- | ------------------- | -------------- | ------------------------ | ----------------- | -------------- |
| 1  | Hevesi Tamás        | Kulcsár Edina  | Rebel Yell               | Billy Idol        | 2. helyezettek |
| 5  | Hevesi Tamás        | Kulcsár Edina  | La Copa de la Vida       | Ricky Martin      | 2. helyezettek |
| 9  | Hevesi Tamás        | Kulcsár Edina  | Ain't Got No, I Got Life | Hair              | 2. helyezettek |
| 2  | Dér Heni            | Kucsera Gábor  | Big Bamboo / Agadou      | Saragossa Band    | 4. helyezettek |
| 6  | Dér Heni            | Kucsera Gábor  | Csipkés kombiné          | 3+2               | 4. helyezettek |
| 3  | Péter Szabó Szilvia | Pachmann Péter | A zene az kell           | Valahol Európában | 1. helyezettek |
| 5  | Péter Szabó Szilvia | Pachmann Péter | Hit the Road Jack        | Ray Charles       | 1. helyezettek |
| 11 | Péter Szabó Szilvia | Pachmann Péter | Proud Mary               | Tina Turner       | 1. helyezettek |
| 4  | Peter Šrámek        | Keleti Andrea  | Sandokan                 | Neoton Família    | 2. helyezettek |
| 7  | Peter Šrámek        | Keleti Andrea  | Magyarország             | Oláh Ibolya       | 2. helyezettek |
| 10 | Peter Šrámek        | Keleti Andrea  | Eye Of The Tiger         | Survivor          | 2. helyezettek |